# USS Virginia (BB-13)
«Вирджиния (BB-13)» (англ. USS Virginia (BB-13)) — головной океанский эскадренный броненосец в серии из пяти кораблей  типа «Вирджиния».
Эскадренный броненосец ВМС США «Вирджиния (BB-13)» был пятым кораблем, названным в честь  штата Вирджиния. Он стал 13-м броненосцем 1-го ранга в составе американского флота.
«Вирджиния» был заложен 21 мая 1902 на верфи Newport News Shipbuilding and Dry Dock Company в Ньюпорт-Ньюсе, штат Вирджиния. Спущен на воду 6 апреля 1904. Бутылку о борт корабля разбила мисс Ге Монтегю, дочь губернатора Вирджинии Эндрю Джексона Монтегю. Введён в эксплуатацию с 7 мая 1906, став самым современным кораблем в американском военно-морском флоте. Командование принял капитан Зеатон Шредер.